# Fair-Haired Child
Fair-Haired Child (Brasil: Pacto com Demônio ) é o nono episódio da primeira temporada da série televisiva Masters of Horror de 2005. Ele foi escrito por Matt Greenberg e dirigido por William Malone.

## Sinopse
Uma garota de treze anos é sequestrada e mantida em um porão com o jovem filho de um casal assustador. Durante o convívío no cativeiro, os dois jovens desenvolvem um relacionamento especial e tentam escapar do que estaria por vir.

## Elenco
Elenco:
- Lori Petty (Judith)
- Lindsay Pulsipher (Tara)
- Jesse Haddock (Johnny)
- Walter Phelan (Johnny Thing)
- William Samples (Anton)
- Haley Morrison (Garota)
- Ian A. Wallace (Professor)